# Senior Courts Act 2016
Der Senior Courts Act 2016 ist ein Gesetz in Neuseeland, das die Bestimmungen des Judicature Act 1908 und des Supreme Court Act 2003 in einem einzigen Gesetz zusammenfasst. Das Gesetz zählt mit zu den verfassungsgebenden Gesetzen des Landes.

## Hintergrund
Vor der Inkraftsetzung des Senior Courts Act 2016 waren die Aufgaben und Zuständigkeiten des Supreme Court (Höchstes Gericht), des Court of Appeal (Berufungsgericht) und des High Court (oberstes Zivil- und Strafgericht) auf zwei Gesetze verteilt.
Das Gesetz deckt nun die Verfassung und die Gerichtsbarkeit, die Praxis und das Verfahren sowie die Auswahl und Ernennung von Richtern und anderen Amtsträgern ab und soll die Transparenz der Gerichtsverfahren in einer Weise verbessern, die mit der richterlichen Unabhängigkeit vereinbar ist.

## Gliederung des Gesetzes
Das Gesetz gliedert sich in folgende Abschnitte:
- Part 1 – Preliminary provisions
- Part 2 – High Court (Oberster Gerichtshof)
- Part 3 – Court of Appeal (Berufungsgericht)
- Part 4 – Supreme Court (Höchstes Gericht)
- Part 5 – Senior Court Judges (Oberste Richter der einzelnen Gerichtshöfe)
- Part 6 – Rules of court and miscellaneous provisions (Gerichtsordnung und sonstige Bestimmungen)[3]

## Ziele des Gesetzes
Die Ziele dieses Gesetzes sind:
- die Bestimmungen des Judicature Act 1908 und des Supreme Court Act 2003 in einem einzigen Gesetz zu konsolidieren; und
- den High Court, den Court of Appeal und den Supreme Court fortzuführen und folgendes vorzusehen:
  - Verfassung, Zuständigkeit und
  - Praxis, Verfahren und
  - richterliche und andere Beamte; einschließlich deren:
    - Auswahl und
    - Ernennung, Bedingungen und
- Vorkehrungen für alle anderen damit zusammenhängenden Angelegenheiten zu treffen und
- die Transparenz der Gerichtsverfahren in einer Weise zu verbessern, die mit der richterlichen Unabhängigkeit vereinbar ist.

Dieses Gesetz berührt nicht die weiterführenden Verpflichtung Neuseelands für die Rechtsstaatlichkeit und die Souveränität des Parlaments.